# Fujiwara no Genshi
Fujiwara no Genshi (藤原 嫄子), née le 24 août 1016 et décédée le 19 septembre 1039, née princesse Genshi (嫄子女王), est une impératrice consort du milieu de l'époque de Heian de l'histoire du Japon. Elle est l'impératrice consort (chūgū) de l'empereur Go-Suzaku.
Elle est la fille adoptée de Fujiwara no Yorimichi et la fille biologique du prince impérial Atsuyasu (敦康親王).

## Biographie
Atsuyasu, le père de Genshi, meurt en 1018. Sa mère est la plus jeune sœur de la princesse Takahime, épouse officielle de Fujiwara no Yorimichi, aussi Yorimichi qui n'a pas de fille l'adopte-t-elle. En 1036, elle agit comme une dame de cour de remplacement à la cérémonie de purification de la première niiname-sai « fête de la moisson » de l'empereur Go-Suzaku. L'année suivante, elle entre à la cour comme une dame de cour et reçoit le rang de 正四位下 (shō shi-i no ge). Deux mois plus tard elle est faite chūgū et remplace l'impératrice consort la princesse Teishi comme kōgō ce qui aigrit les relations entre Teishi et Yorimichi. Favorisée par l'empereur, Genshi lui donne deux filles mais meurt en couches à l'âge de 24 sans donner naissance à un prince.
Selon les documents du Ise-jingū (太神宮諸雑事記, daijingū shozō-kiji), alors que Genshi se baigne dix jours après l'accouchement, une grande tempête se lève. Au milieu de la foudre, du tonnerre et de la pluie, Genshi meurt sur place. À l'époque, une rumeur prétend que le dieu de la famille Fujiwara au Kasuga-taisha est irrité que Genshi a été faite impératrice par adoption dans le clan Fujiwara, malgré ses liens du sang avec le clan Minamoto.

## Descendance
- Princesse impériale Yūshi/Sukeko (祐子内親王) (1038–1105) - (Sanpon-Jusangū, 三品准三宮)
- Princesse impériale Baishi (禖子内親王) (Rokujō Saiin, 六条斎院) (1039–1096) - saiin au Kamo-jinja 1046–1058

## Source de la traduction
- (en) Cet article est partiellement ou en totalité issu de l’article de Wikipédia en anglais intitulé « Fujiwara no Genshi » (voir la liste des auteurs).